# Beta-porfiranaza
Beta-porfiranaza (EC 3.2.1.178, porfiranaza, PorA, PorB, endo-beta-porfiranaza) je enzim sa sistematskim imenom porfiran beta-D-galaktopiranoza-(1->4)-alfa--galaktopiranoza-6-sulfat 4-glikanohidrolaza. Ovaj enzim katalizuje sledeću hemijsku reakciju
hidroliza beta-D-galaktopiranoza-(1->4)-alfa--galaktopiranoza-6-sulfatnih veza u porfiranu
Osnova porfirana se uglavnom (~70%) sastoji od (1->3)-vezane beta--galaktopiranoze kojoj sledi (1->4)-vezana alfa-L-galaktopiranoza-6-sulfat [drugih 30% su uglavnom agarobiozne ponavljajuće jedinice (1->3)-vezane beta--galaktopiranoze kojoj sledi (1->4)-vezana 3,6-anhidro-alfa-L-galaktopiranoza]. Ovaj enzim razlaže (1->4) veze između beta-D-galaktopiranoze i alfa-L-galaktopiranoza-6-sulfata, i uglavnom formira disaharid alfa-L-galaktopiranoza-6-sulfat-(1->3)-beta-D-galaktozu, mada neki duži oligosaharidi sa parnim brojem ostataka su takođe mogući.

## Literatura
- Nicholas C. Price; Lewis Stevens (1999). Fundamentals of Enzymology: The Cell and Molecular Biology of Catalytic Proteins (Third изд.). USA: Oxford University Press. ISBN 019850229X.
- Eric J. Toone (2006). Advances in Enzymology and Related Areas of Molecular Biology, Protein Evolution (Volume 75 изд.). Wiley-Interscience. ISBN 0471205036.
- Branden C; Tooze J. Introduction to Protein Structure. New York, NY: Garland Publishing. ISBN 0-8153-2305-0.
- Irwin H. Segel. Enzyme Kinetics: Behavior and Analysis of Rapid Equilibrium and Steady-State Enzyme Systems (Book 44 изд.). Wiley Classics Library. ISBN 0471303097.

## Spoljašnje veze
- Beta-porphyranase на 